# نظم خودجوش
نظم خودجوش یا نظم خودانگیخته (به انگلیسی: Spontaneous order) مفهومی کلی در مورد نظم های جزئی در آشفتگی های کلی است. به عبارتی دیگر نظم خودجوش همان نظمی است که‌ کاری با غریزه انسان و اعتقادات او ندارد بلکه نظمی است که همیشه بدون برنامه‌ریزی در آشفتگی های بزرگ پدید می آید و ما در همه‌جا شاهد اون هستیم مانند اعضای بدن انسان که در نگاه کلی ظاهرا بی‌نظمی و آشفتگی بسیاری در درون بدن در حال رخ دادن است ولی اگر دقیق به جزئیات توجه کنیم میبیم در همان آشفتگی (مانند انتقال خون و انتقال پیام های عصبی) تمام اعضای بدن بر اساس نظمی خاص با یکدیگر در حال همکاری هستند که این نظم توسط خود انسان کنترل نمیشود بلکه تمام اعضای بدن به صورت خودجوش به این نتیجه رسیده اند که برای بقا نیاز به نظمی خودجوش دارند که با یکدیگر همکاری کنند.نظم خودجوش همان نظمی است که انسان ها در بازار به آن عمل میکند که در صورت عدم همکاری در نظم بازار،مانند عضوی از بدن می‌شوند که کار خود را انجام نمی‌دهد و بخاطر همین بازار آنها را طرد کرده و نمیتوانند در آن نظم فعالیت کنند به عبارتی دیگر  نظم خودجوش یا خودانگیخته برایند رفتار تک‌تک آدمیان و نهادهای ریز و درشتی است که در بازار فعالیت می‌کنند. در خلاصه‌ترین شکل ممکن، نتایج مفید اقتصاد بازار همان‌طور که آدام فرگوسن می‌گوید، «نتیجه کنش‌های انسان‌ها است ولی نتیجه طراحی انسان نیست.» 

## مبانی شناخت‌شناسانه
در نظریهٔ اجتماعی هایک، یافتن نقطه‌ای که بتوان از آن نظری جامع در مورد جامعه به صورت یک کل به دست آورد و برحسب آن زندگی اجتماعی را فهمید و احتمالاً طرحی نو برایش درافکند محال است. همان‌گونه که هایک با زبانی قاطع و نافذ می‌گوید: «جنبه‌های خاص یک فرهنگ را فقط می‌توان در بستر آن فرهنگ وارسی کرد. ما هرگز نمی‌توانیم نظام و سیستمی از قواعد یا همه ارزش‌ها را به صورت یک کل و ساختاری هدفمند فروکاهیم.»
محال بودن برنامه‌ریزی اجتماعی متمرکز، در وهلهٔ نخست مبتنی بر خصلت عمدتاً عملیِ قسمتِ اعظمِ شناختی است که زندگی اجتماعی وابسته بدان است. چنین شناختی را نمی‌توان در مغز واحدی اعم از طبیعی یا مکانیکی، متمرکز کرد. اما علاوه بر این، محال بودن برنامه‌ریزیِ اجتماعیِ کلی ناشی از این واقعیت است که چون ما تحت فرمان قواعدی هستیم که هیچ شناختی از آن‌ها نداریم، حتی خود ذهن و عقل هدایتگر هم در معرض حاکمیت این قواعد است. پس ساده‌لوحانه و تقریباً تناقض‌آمیز است که فرض کنیم که جامعه‌ای بتواند خودش را صرفاً با اتکا به تلاش‌های خودش بازسازی کند، زیرا این اندیشه که هر جمع برگزیده‌ای از اذهان می‌تواند چنین کاری بکند یاوه و مهمل است. نظمی که ما در زندگی اجتماعی می‌بینیم، به همین دلایل، نمی‌تواند محصول هیچ طرح عقلانی باشد و هرگز هم نمی‌تواند چنین شود. نظم اجتماعی صورتی خودانگیخته‌است و همواره هم باید چنین باشد.
به اعتقاد هایک ساختار فعالیت‌های انسانی پیوسته خود را جرح و تعدیل می‌کند و از طریق همین جرح و تعدیل‌ها و تطبیق خود با میلیون‌ها واقعیتی که در کلیتشان بر هیچ‌کس معلوم نیستند کار می‌کند. هایک با کار بست گزارهٔ «همه چیز را همه می‌دانند» و ارائه نظریهٔ تقسیم معرفت معتقد است نظم اجتماعی خود انگیخته می‌تواند از شناخت تکه‌تکه، شناختی که در میان میلیون‌ها نفر توزیع شده‌است، به نحوی استفاده کند که از عهدهٔ نظم برنامه‌ریزی شده کل‌گرا (اگر اصلاً چنین نظمی بتواند وجود داشته باشد) خارج است. تقسیم معرفت بدین معنا است که هر فردی از معلوماتی هم که در اختیار ندارد سود می‌برد. نظریهٔ تقسیم معرفت یکی از پایه‌های نظری نقد برنامه‌ریزی متمرکز و سوسیالیسم را تشکیل می‌دهد. در اقتصاد متمرکز، برنامه‌ریز به هیچ روی قادر به جمع‌آوری کلیه اطلاعات ضروری و مفید در جامعه، به منظور تخصیص مطلوب منابع نیست، از این رو کارایی و بازدهی آن بسیار ناچیز است.

## نظم خودجوش و نظم برساخته
به اعتقاد هایک نظم جامعه براساس نظمی خودانگیخته پدید آمده‌است، نه به موجب طرح و نقشه‌ای قبلی و عقلی. در نظم خود انگیخته مردم در چارچوب قواعد تسهیل‌کننده همکاری که در طول قرن‌ها به محک تجربه خورده‌اند و به سنت تبدیل شده‌اند هدف‌های خویش را دنبال می‌کنند و تازه هایک بعد دیگری نیز به آن می‌افزاید، بدین معنا که در نظم خودانگیخته قواعد چون از پایه‌ای تکاملی برخاسته‌اند، سطح همکاری اجتماعی در آن‌ها به مراتب ظریف‌تر و پرمایه‌تر از همکاری در حد قواعد اختراعی و طراحی‌شده حاکمان یا روشنفکران است.

### تاکسیس و کوسموس
نظم ساخته‌شده یا برساخته متعلق به خردگرایی برساختگرایانه‌است و با تصورات اقتدارگرایان از نظم ارتباط نزدیک دارد و بدین معناست که بالاترین مرجع یا مصدر قدرت به افراد دستور می‌دهد، چگونه رفتار کنند. روابط اجتماعی در آن، در قالب فرمان و فرمانبرداری خلاصه می‌شوند و حقوق و تکالیف کاملاً آشکارند. هایک این گونه نظم را تاکسیس می‌خواند؛ اما کوسموس، نظمی خودانگیخته‌است که هیچ‌کس را مشخصاً نمی‌توان پدیدآورنده آن دانست. اقتدار در تاکسیس باید متمرکز و یگانه باشد و هایک اعتراضی به این نظم در سازمان‌ها و کارخانه‌ها ندارد که وجود انضباط و دقت و وقت‌شناسی در آن‌ها ضروری است، ولی با تعمیم آن به کل جامعه مخالف است؛ زیرا آنچه موفقیت جامعه را تضمین می‌کند این است که هیچ مرکز و واحد هدایت‌کننده‌ای نباشند که همه مجبور به فرمانبرداری از او باشند. رشد و شکوفایی جامعه نه وابسته به هیچ اراده‌ای به تنهایی، بلکه محصول رقابت بسیاری اراده‌ها با یکدیگر و نشات‌یافته از بسیاری خطاها، بسیاری شکست‌ها و البته بسیاری کامیابی‌هاست. البته که باید در جامعه نظم وجود داشته باشد، ولی نظم کوسموس، نه نظم تاکسیس.

### برساختگرایی
هایک در مقابل نگاه خود، برساختگرایی را تعریف می‌کند. برساختگرایی به معنای این خطاست که گمان بریم نظمی که ما در طبیعت و در ذهن خودمان و در اجتماع کشف می‌کنیم، نظمی است که ذهنی طراح آن را در دل این چیزها جای داده‌است. مفهوم هایک از نظم خودانگیخته، در تضاد با دیدگاه برساختگرا، تجسم بینشی است که بسیار خلاف رگه حاکم سنت‌های افلاطونی و مسیحی در فرهنگ غرب است. پیامدهای نامطلوب بر ساختگرایی نهایتاً از این خطایشان نشأت می‌گیرد که وابستگی خود عقل را به نظم خودانگیخته حیات ذهنی نادیده می‌گیرند، روابط واقعی شناخت مکتوم و شناخت آشکار را وارونه می‌کنند و به عقل نقشی چشمگیر واگذار می‌کنند که اصلاً از عهدهٔ ایفای آن در ذهن یا اجتماع بر نمی‌آید.
هایک مخالف عقل و خردگرایی در تنظیم امور جامعه نیست بلکه او به دو نوع خردگرایی معتقد است، خردگرایی تکاملی و خردگرایی بر ساخت‌گرایانه. خردگرایان تکاملی می‌خواهند بفهمند جامعه چگونه و بر پایه چه اصولی تکامل یافته‌است. به نهادها و عادت‌ها و سنت‌ها به دیده احترام می‌نگرند و معتقدند تغییرات در جامعه باید آهسته و با افزایش و کاهش تدریجی صورت پذیرد، حدود عقل و فهم آدمی را هیچ‌گاه از نظر دور نمی‌دارند و به همین دلیل به امکان طراحی و هدایت آن باور ندارند. هایک معتقد است که تنظیمات و ترتیبات موجود اجتماعی تجسم خرد نسل‌های پیاپی‌اند و نباید شتابزده حذف یا بازسازی شوند؛ اما خردگرایان برساختگرا می‌خواهند با تدبیرهای فعلی، نهادها و ترتیبات موجود را کنار بگذارند و چون همه آن‌ها را ساخته عقل و اراده آدمی می‌بینند به این اعتقاد می‌رسند که جوامع را می‌توان با تکیه برعقل نسل کنونی دگرگون و از نو طراحی کرد و به نحوی سازمان داد که آفاتی مانند فقر، جهل و خشونت یکباره رخت بربندند. هایک مخالف این گونه تکیه جزمی برعقل است و آن را نه تنها پنداری پوچ، بلکه سرچشمه بسیاری بدبختی‌ها می‌داند که بزرگترین نمونه آن کمونیسم و نازیسم است.

## رابطهٔ نظم خودجوش با بازار آزاد
اعتقاد به بازار آزاد، یکی از مهم‌ترین ابعاد اندیشهٔ هایک است که مانند بسیاری از وجوه فکری او، ریشه در مفهوم نظم خودجوش دارد. او معتقد است همه دانش و شناختی که افراد جامعه دارند، بدون دخالت دولت، در سیستم بازار آزاد جمع می‌شود و باعث تکامل تدریجی بنگاه‌های شایسته‌تر می‌شود. در نظم بازار، افراد با انگیزه‌ها و اهداف مختلف در کنار یکدیگر با مسالمت کار می‌کنند و در حالی که منافع خود را دنبال می‌کنند، باعث می‌شوند افراد دیگری نیز در مسیر کسب منفعت قرار گیرند. قواعد و رسومی که در بازار حاکم است، با اینکه طبق الگوی مشخصی است اما برنامه‌ریزی نشده و هدف واحدی ندارند زیرا افرادی که براساس این ساختار عمل می‌کنند، اهداف مشترکی ندارند.
هایک می‌گوید از آنجا که نظم خودجوش حاکم بر بازار، هدف خاصی ندارد و فقط اهداف مختلف افراد را هماهنگ می‌کند، نمی‌توان از آن انتقاد کرد. برای بازار، اهداف گوناگون افراد، هیچ‌کدام اولویتی برای برآورده شدن ندارند زیرا در این سیستم معیار واحدی برای ارزش‌ها وجود ندارد. هایک وضع قوانین برای تحویل اهداف و ارزش‌های خاصی را به بازار نادرست می‌داند به این دلیل که نمی‌توان انگیزه‌ها و نیازهای همهٔ افراد و روش‌های دستیابی به آن‌ها را در موقعیت‌های زمانی و مکانی مختلف شناسایی کرد. سیاست‌های اقتصادی در یک جامعه آزاد باید به شکلی باشد که فرصت‌های همهٔ افراد در بازار برای رسیدن به اهداف نامعلوم افزایش یابد.
به این ترتیب به صورت خودجوش اهداف افراد را با هم هماهنگ می‌کند. هر برنامه‌ریزی مرکزی اقتصاد قبل از اینکه حتی بتواند تشخیص دهد که چه انتقالاتی باید صورت پذیرد، باید از تمامی کاربردهای کالا آگاهی داشته باشد. امابازار، تعدیل به سرعت و بدون نیاز به کشف تمامی جزئیات این اطلاعات شخصی را انجام می‌دهد.
هایک در این مورد اصطلاح «کاتالاکسی» را به کار می‌برد. «نظمی که به واسطه هماهنگی و هم‌پذیری متقابل بسیاری از اقتصادهای فردی در بازار پیدا شده‌است. بنابراین کاتالاکسی نوع خاصی از نظم خودجوش است که به وسیله بازار و به واسطهٔ عمل افراد در قوانین مالکیت، مجازات‌ها و قراردادها ایجاد شده‌است.» به نظر او در کاتالاکسی تعقیب منافع خصوصی به تأمین خیر عام می‌انجامد.

### کاتالاکسی
کاتالاکسی (Catallaxy) کلمه‌ای یونانی و به معنای «دشمن را دوست ساختن» است. هایک، با ظرافت از این کلمه در توصیف بازار آزاد و به جای «اقتصاد بازار» استفاده می‌کند. او معتقد است که کلمه «اقتصاد»(economy) همانطور که در فارسی هم اندکی چنین است، معنای «مدیریت خانه» را می‌دهد که به نوعی از وجود نوعی از کنترل و نوعی از اهداف مشخص و مشترک و به طور خلاصه از رگه‌هایی از «نا آزادی» حکایت می‌کند. اما واژهٔ کاتالاکسی علاوه بر آنکه در زبان یونانی به معنای مبادله‌است، به معنای آزادی عمل بخشیدن به آحاد اجتماع و به معنای دشمن را به دوست تبدیل کردن نیز هست. این سه معنا دقیقاً معانی هستند که او از اقتصاد بازار آزاد مراد می‌کند. به طور دقیق، بازار از نظر هایک، دشمن را به دوست تبدیل می‌کند چرا که با بسط معاملات بر اساس سود دو طرفه و بدون در نظر گرفتن رنگ و نژاد و مذهب و … سبب گسترش صلح و دوستی در میان مردمان می‌شود.